# Liste der Straßen in Berlin-Wartenberg

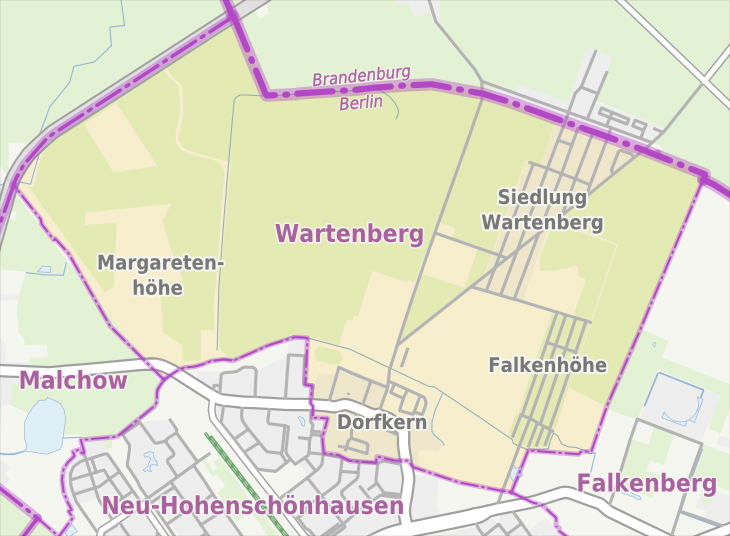
Übersichtskarte von Berlin-Wartenberg

Die Liste der Straßen in Berlin-Wartenberg ist eine Übersicht der im Berliner Ortsteil Wartenberg des Bezirks Lichtenberg gelegenen Straßen. Gleichzeitig ist diese Zusammenstellung ein Teil der Listen aller Berliner Straßen und Plätze.

## Überblick
Die Straßen lassen sich mit Ausnahme der lokalen und regionalen Verbindungen vier Siedlungen zuordnen. Dies sind der Dorfkern entlang der in Ost-West-Richtung verlaufenden Dorfstraße, die ab 1928 errichtete Siedlung Wartenberg entlang des Birkholzer Wegs, die ab 1932 angelegte Siedlung Falkenhöhe im Osten sowie die ab 1933 errichtete Siedlung Margaretenhöhe im Nordwesten des Ortsteils. Die Straßen in der Margaretenhöhe sind seit ihrer Umbenennung 1999 nach nordischen Frauennamen benannt, die Wege der Falkenhöhe nach Baumarten, die Straßen innerhalb der Siedlung Wartenberg tragen dagegen nach wie vor ihre Plannummern aus der Entstehungszeit zu Beginn der 1930er Jahre. Das Adressbuch des Jahres 1922 führt lediglich die Dorfstraße (mit 34 Parzellen, Nummerierung in Hufeisenform ab/bis Weißenseer Chaussee an der Gemarkung Malchow), das Gut Wartenberg und die Wartenberger Straße auf. Die ersten Straßen mit Plannummern wurden 1938 im Adressbuch ausgewiesen. Postmäßig gehörte Wartenberg in dieser Zeit zu Falkenberg.
Insgesamt verlaufen 35 Straßen ganz oder teilweise auf Wartenberger Gebiet (Stand 2014). Die längsten von ihnen sind die etwa zwei Kilometer lange Lindenberger Straße sowie der 1,8 Kilometer lange Birkholzer Weg, die beide vom Dorfkern aus Richtung Norden verlaufen. Die kürzesten Straßen sind mit jeweils rund 130 Metern Länge die Helmine- und die Ricardastraße in der Siedlung Margaretenhöhe sowie die Straße Am Kletterplatz in der Wohnsiedlung Wartenberger Luch nördlich des Dorfkerns.
Wartenberg hat 2.645 Einwohner (Stand: 31. Dezember 2023) und umfasst die Postleitzahlenbereiche 13051 und 13059.

## Übersicht der Straßen
Die nachfolgende Tabelle gibt eine Übersicht über die vorhandenen Straßen  im Ortsteil sowie einige dazugehörige Informationen.
- Name/Lage: aktuelle Bezeichnung der Straße. Über den Link Lage kann die Straße  auf verschiedenen Kartendiensten angezeigt werden. Die Geoposition gibt die Lage der ungefähren Mitte der Straßenlänge an.
- Im amtlichen Straßenverzeichnis nicht aufgeführte Verkehrswege sind mit * gekennzeichnet.
- Ehemalige oder nicht mehr gültige Straßennamen sind kursiv gesetzt. Für bedeutende ehemalige Straßen oder historische Straßennamen ist gegebenenfalls eine gesonderte Liste vorhanden.
- Länge/Maße in Metern:
Die in der Übersicht enthaltenen Längenangaben sind  gerundete Übersichtswerte, die in Google Earth mit dem dortigen Maßstab ermittelt wurden. Sie dienen Vergleichszwecken und werden, sofern amtliche Werte bekannt sind, ausgetauscht und gesondert gekennzeichnet.
Sofern die Straße auch in benachbarte Ortsteile weiterführt, gibt der Zusatz ‚im Ortsteil‘ an, wie lang der Straßenabschnitt innerhalb des Ortsteils dieses Artikels ist.
- Namensherkunft: Ursprung oder Bezug des Namens.
- Anmerkungen: weitere Informationen über anliegende Baudenkmale oder Institutionen, die Geschichte der Straße und historische Bezeichnungen.
- Bild: Foto der Straße oder eines anliegenden Objektes.

| Name/Lage                     | Länge/Maße (in Metern)         | Namensherkunft                                                                     | Datum der Benennung   | Anmerkungen | Bild                                          |
| ----------------------------- | ------------------------------ | ---------------------------------------------------------------------------------- | --------------------- | --- | --------------------------------------------- |
| Ahornweg (Lage)               | 0650                           | Ahorne, Pflanzengattung                                                            | nach 1935             | Der in Nord-Süd-Richtung verlaufende Ahornweg befindet sich im Westen der Siedlung Falkenhöhe. Als Bestandteil der Kleingartenanlage Falkenhöhe 1932 war er bis zur Wendezeit Privatgelände und daher nicht als öffentliche Straße ausgewiesen. | Ahornweg                                      |
| Akazienweg (Lage)             | 0680                           | Akazien, Pflanzengattung                                                           | nach 1935             | Der in Nord-Süd-Richtung verlaufende Akazienweg befindet sich im Osten der Siedlung Falkenhöhe. Als Bestandteil der Kleingartenanlage Falkenhöhe 1932 war er bis zur Wendezeit Privatgelände und daher nicht als öffentliche Straße ausgewiesen. | Akazienweg                                    |
| An der Margaretenhöhe (Lage)  | 0995                           | Siedlung Margaretenhöhe                                                            | 16. Apr. 1999         | Die Straße An der Margaretenhöhe führt vom Wartenberger Weg aus Richtung Norden und ist die Zufahrtsstraße zur gleichnamigen Siedlung Margaretenhöhe. Diese entstand ab 1933 als Kleingartenanlage, 1948 erfolgte die Umbenennung in Margarenhöhe. Die Straße wurde vor ihrer Umbenennung als Straße 5 bezeichnet. | An der Margaretenhöhe                         |
| Am Genossenschaftsring (Lage) | 0340                           | erinnert an die frühere LPG                                                        | 7. Nov. 2009          | Die Straße Am Genossenschaftsring stellt neben den Straßen Am Kletterplatz, Am Schilf und Am Wartenberger Luch die Erschließung des ab 2009 in Entstehung begriffenen Wohngebiets Wartenberger Luch sicher. Sie geht halbkreisförmig von der Straße Am Wartenberger Luch in Richtung Süden ab. | Am Genossenschaftsring                        |
| Am Gutshof (Lage)             | 0520                           | Gutshof Wartenberg                                                                 | 29. Sep. 2003         | Der Erschließungsweg, nach Auflösung des zwischen 1460 und 1882 hier vorhandenen Rittergutes Wartenberg, hieß zunächst Gut Wartenberg, ab um 1939 Ehemaliges Gut Wartenberg. Das Gelände und die fünf Gebäude (Herrenhaus, Wirtschaftsgebäude) befanden sich im Eigentum der Stadt Berlin und wurden verschieden genutzt. Ab etwa 1935 (1936 erstmals im Adressbuch) produzierte in den Gebäuden beispielsweise die Deulakraft GmbH Landmaschinen. Am Rand der Dorfstraße noch auf dem Gutshofgelände stand auch ein Chausseehaus, das später abgerissen wurde. Zwischen den 1950er und den 1980er Jahren unterhielt die HU Berlin hier eine Außenstelle. Nach 1990 nahm eine Filiale der FHTW Berlin die Gebäude in Nutzung. Ab 2002 entstand auf der Fläche eine Neubausiedlung, teilweise wurden die bestehenden Gebäude zu Wohnhäusern umgebaut. | Am Gutshof                                    |
| Am Kletterplatz (Lage)        | 0130                           | anliegender Kinderspielplatz                                                       | 7. Nov. 2009          | Die Straße Am Kletterplatz stellt mit den benachbarten Straßen Am Wartenberger Luch, Am Genossenschaftsring und Am Schilf die Erschließung des ab 2009 in Entstehung begriffenen Wohngebiets Wartenberger Luch sicher. Sie geht von der Straße Am Wartenberger Luch zunächst in südlicher Richtung ab, wendet sich dann nach Osten und endet an der Straße Am Genossenschaftsring. | Am Kletterplatz                               |
| Am Schilf (Lage)              | 0150                           | Schilfrohr, auch Schilf genannt, Art der Süßgräser                                 | 7. Nov. 2009          | Die Straße Am Schilf befindet sich im Wohngebiet Wartenberger Luch, der Name steht in Bezug auf das angrenzende Naturschutzgebiet Falkenberg-Wartenberger Luch. Die Straße beginnt in Verlängerung der Straße Am Wartenberger Luch und verläuft in südlicher, anschließend in westlicher Richtung und endet schließlich an der Straße Am Genossenschaftsring. | Am Schilf                                     |
| Am Wartenberger Luch (Lage)   | 0240                           | Wartenberger Luch, Bestandteil des Naturschutzgebiets Falkenberg-Wartenberger Luch | 7. Nov. 2009          | Die Straße Am Wartenberger Luch stellt wie auch die daran angeschlossenen Straßen Am Kletterplatz, Am Genossenschaftsring und Am Schilf die Erschließung des ab 2009 in Entstehung begriffenen Wohngebiets Wartenberger Luch sicher. Sie geht von der Lindenberger Straße in Richtung Osten ab und endet an der Straße Am Schilf. | Am Wartenberger Luch                          |
| Astridstraße (Lage)           | 0600                           | Astrid, weiblicher Vorname                                                         | 16. Apr. 1999         | Die Astridstraße führt innerhalb der Siedlung Margaretenhöhe von der Florentinestraße nach Süden und endet vor der Margaretenbrücke, einer Fußgängerbrücke über dem Außenring. Zuvor wurde die 1933 angelegte Verbindung als Straße 1 bezeichnet. | Astridstraße                                  |
| Birkholzer Weg (Lage)         | 1890                           | Birkholz, Ortsteil der Stadt Bernau bei Berlin in Brandenburg                      | überliefert (um 1300) | Der Birkholzer Weg geht von der Lindenberger Straße ab und führt in nordöstlicher Richtung nach Neu-Lindenberg und weiter nach Birkholz. Ab 1928 entstand beiderseits der Straße die Siedlung Wartenberg. Hinter der Stadtgrenze geht die Straße in die Birkholzer Allee über, bis 1945 im Kreis Niederbarnim. | Birkholzer Weg                                |
| Bundesstraße 2 (Lage)         | 1660 (im Ortsteil) (Westseite) | übernommener Name der Fernstraße B 2                                               | nach 2010             | Bundesstraße 2 ist die amtlich gesetzte Benennung der Fortsetzung der Malchower Dorfstraße, sie liegt unter dem Namen Bundesstraße 2 zwischen Blankenburger Pflasterweg und Am Luchgraben an der Stadtgrenze zu Lindenberg. Der Wartenberger Abschnitt besteht aus der Westseite der Straße nördlich vom Schädlingsgraben an der Brücke des Berliner Außenrings, das Straßenland liegt im Bezirk Pankow (Stadtrandsiedlung). Der zuvor unbenannte oder als „Dorfstraße“ (von Malchow her) bezeichnete Straßenzug wurde im Zuge der bundesweiten Notwendigkeit zu georeferenzierbaren. Somit erhielt das Umspannwerk Malchow die Adresse Bundesstraße 2 #20. | Bundesstraße 2: rechts die Wartenberger Seite |
| Dorfstraße (Lage)             | 0730                           | Lage im Wartenberger Dorfkern                                                      | überliefert (um 1300) | Die Dorfstraße ist die älteste Straße im Ortsteil. Sie führt von der Ernst-Barlach-Straße zur Prendener Straße und endet jeweils an der Ortsteilgrenze zu Neu-Hohenschönhausen. Innerhalb des Dorfangers dient die nördliche Fahrbahn dem Durchgangsverkehr, die südliche ist zur Erschließung vorgesehen. Bis 1945 befand sich auf dem Anger die Wartenberger Dorfkirche mit dem angeschlossenen Friedhof. Auf dem Grundstück 21 stand die Dorfschule. Außerdem gab es auf der Parzelle 28 eine Mühle, umgeben von Acker- und Laubengelände. | Dorfstraße                                    |
| Ellistraße (Lage)             | 0210                           | Elli, weiblicher Vorname                                                           | 16. Apr. 1999         | Die 1933 angelegte Ellistraße der Siedlung Margaretenhöhe führt in Nord-Süd-Richtung von der Florentine- zur Sigrunstraße. Zuvor wurde sie als Straße 6 bezeichnet. | Ellistraße                                    |
| Ernst-Barlach-Straße (Lage)   | 090 (im Ortsteil)              | Ernst Barlach (1870–1938), Bildhauer, Schriftsteller und Zeichner                  | 31. Aug. 1992         | Die Ernst-Barlach-Straße beginnt an der Einmündung Fennpfuhlweg als Verlängerung der Dorfstraße und verläuft westlich der Ortsteilgrenze durch Neu-Hohenschönhausen. Bis 1992 hieß sie Fritz-Große-Straße, davor trug sie bis 1985 den überlieferten Namen Malchower Weg entsprechend ihrer Richtung. | Ernst-Barlach-Straße                          |
| Fennpfuhlweg (Lage)           | 0460                           | Fennpfuhl, trocken gelegtes Gewässer in Wartenberg                                 | nach 1986             | Der Fennpfuhlweg führt in einem Bogen von der Dorfstraße zur Lindenberger Straße. | Fennpfuhlweg                                  |
| Florentinestraße (Lage)       | 0600                           | Florentine, weiblicher Vorname                                                     | 16. Apr. 1999         | Die in Ost-West-Richtung verlaufende Florentinestraße bildet die Grenze zwischen der Eigenheimsiedlung Margaretenhöhe und der sich nördlich anschließenden gleichnamigen Kleingartenanlage. Zuvor wurde sie als Straße 7 bezeichnet. | Florentinestraße                              |
| Genossenschaftsweg (Lage)     | 0280                           | ehemalige nahegelegene LPG ‚1. Mai‘, die in Wartenberg von 1953 bis 1991 bestand   | 5. Apr. 1963          | Der Genossenschaftsweg führt von der Dorfstraße zum Fennpfuhlweg. | Genossenschaftsweg                            |
| Grüne Trift (Lage)            | 1360 (im Ortsteil)             | Trift, vom Vieh benutzten Weg zwischen Weideland und Stall                         | unbekannt             | Die Grüne Trift ist eine weitestgehend durch unbebautes Gelände führende Straße, die in Ost-West-Richtung von der Lindenberger Straße über die Siedlung Falkenhöhe bis zum Tierheim Berlin am Hausvaterweg führt. Der östliche Abschnitt liegt im Ortsteil Falkenberg. | Grüne Trift                                   |
| Hauptweg (Lage)               | 1140 (im Ortsteil)             | Hauptverbindungsweg der KGA ‚Falkenhöhe 1932‘                                      | nach 1935             | Der Hauptweg ist die zentrale Nord-Süd-Achse der Siedlung Falkenhöhe und führt von der Straße 3 bis zur Falkenberger Chaussee, wobei die letzten 100 Meter auf Neu-Hohenschönhauser Gebiet liegen. Als Bestandteil der KGA Falkenhöhe 1932 war die Straße bis zur Wendezeit privates Gelände und daher auf Stadtplänen nicht vermerkt. | Hauptweg                                      |
| Helminestraße (Lage)          | 0130                           | Helmine, weiblicher Vorname                                                        | 16. Apr. 1999         | Die Helminestraße befindet sich in der Siedlung Margaretenhöhe und führt von der Sigrunstraße zum südlichen Rand der Siedlung. Die 1933 angelegte Straße wurde zuvor als Straße 4 bezeichnet. | Helminestraße                                 |
| Lindenberger Straße (Lage)    | 2040                           | Lindenberg, Ortsteil der Gemeinde Ahrensfelde in Brandenburg                       | vor 1925              | Zuerst hieß sie Chaussee nach Lindenberg, danach Lindenberger Chaussee. Noch im Jahr 1936 waren keine Hausnummern festgelegt und die Straße war nur einseitig bebaut. Die Wohnhäuser wurden nach den Eigentümern benannt wie das Münchehofische Haus des Gärtnereibesitzers Münchehofe. Die Lindenberger Straße führt von der Dorfstraße aus nach Norden und endet an der Stadtgrenze, wo sie innerhalb von Lindenberg als Wartenberger Straße weiterführt. An der Straße sind neben vereinzelten Häusern vor allem landwirtschaftliche Betriebe angesiedelt. Der nördliche Teil der später als Lindenberger Weg bezeichneten Straße führt durch unbebautes Gelände. | Lindenberger Straße                           |
| Lindenweg (Lage)              | 0670                           | Linden, Pflanzengattung                                                            | nach 1935             | Der in Nord-Süd-Richtung verlaufende Lindenweg befindet sich im mittleren Teil der Siedlung Falkenhöhe. Als Bestandteil der ‚Kleingartenanlage Falkenhöhe 1932‘ war er bis zur Wendezeit Privatgelände und daher nicht als öffentliche Straße ausgewiesen. | Lindenweg                                     |
| Neben dem Dorfteich (Lage)    |                                | Lage                                                                               | 19. Juli 2021         | Die Privatstraße liegt südlich der Dorfstraße innerhalb eines Wohnkomplexes. |                                               |
| Ricardastraße (Lage)          | 0130                           | Ricarda, weiblicher Vorname                                                        | 16. Apr. 1999         | Die Ricardastraße führt innerhalb der Siedlung Margaretenhöhe von der Sigrunstraße zum südlichen Siedlungsrand. Zuvor wurde die 1933 angelegte Verbindung als Straße 3 bezeichnet. | Ricardastraße                                 |
| Sigrunstraße (Lage)           | 0230                           | Sigrun, weiblicher Vorname                                                         | 16. Apr. 1999         | Die Sigrunstraße führt innerhalb der Siedlung Margaretenhöhe von der Astridstraße zur Straße An der Margaretenhöhe. Die 1933 angelegte Verbindung wurde zuvor als Straße 2 bezeichnet. | Sigrunstraße                                  |
| Straße 1 (Lage)               | 0460                           | ursprünglicher Bebauungsplan                                                       | nach 1928             | Die Straße 1 beginnt an der Lindenberger Straße und endet im Süden der Siedlung Wartenberg am Birkholzer Weg. | Straße 1                                      |
| Straße 2 (Lage)               | 0810                           | ursprünglicher Bebauungsplan                                                       | nach 1928             | Die Straße 2 führt von der Lindenberger Straße aus in den Norden der Siedlung Wartenberg und endet am Birkholzer Weg. | Straße 2                                      |
| Straße 3 (Lage)               | 0750                           | ursprünglicher Bebauungsplan                                                       | nach 1928             | Die Straße 3 bildet den südlichen Abschluss der Siedlung Wartenberg. Sie führt vom Birkholzer Weg aus nach Westen und bildet auf ihrem Ostabschnitt die Grenze der Kleingartenanlagen ‚Falkenhöhe 1932‘ und ‚Falkenhöhe-Nord‘, mit deren Abschluss sie endet. | Straße 3                                      |
| Straße 4 (Lage)               | 0820                           | ursprünglicher Bebauungsplan                                                       | nach 1928             | Die Straße 4 bildet die westliche Begrenzung der Siedlung Wartenberg im südlichen Teil. Sie führt von der Straße 3 über den Birkholzer Weg zur Straße 2. | Straße 4                                      |
| Straße 5 (Lage)               | 1110                           | ursprünglicher Bebauungsplan                                                       | nach 1928             | Die Straße 5 führt östlich parallel zur Straße 4 von der Straße 3 über den Birkholzer Weg und die Straße 2 nach Lindenberg. An der Stadtgrenze geht sie in die Ringstraße über. Zwischen der Straße 2 und der Berliner Stadtgrenze bildet sie den westlichen Abschluss im nördlichen Teil der Siedlung Wartenberg. | Straße 5                                      |
| Straße 6 (Lage)               | 1110                           | ursprünglicher Bebauungsplan                                                       | nach 1928             | Die Straße 6 führt östlich parallel zur Straße 5 von der Straße 3 über den Birkholzer Weg und die Straße 2 zur Berliner Stadtgrenze und endet dort als Sackgasse. Nach der Angabe im Adressbuch 1938 war vorgesehen, diesen Verkehrsweg Goethestraße zu nennen. | Straße 6                                      |
| Straße 7 (Lage)               | 0530                           | ursprünglicher Bebauungsplan                                                       | nach 1928             | Die Straße 7 führt östlich parallel zur Straße 6 vom Birkholzer Weg über die Straße 2 und endet an der Berliner Stadtgrenze als Sackgasse. | Straße 7                                      |
| Straße 8 (Lage)               | 0370                           | ursprünglicher Bebauungsplan                                                       | nach 1928             | Die Straße 8 führt östlich parallel zur Straße 7 vom Birkholzer Weg über die Straße 2 nach Lindenberg und geht an der Berliner Stadtgrenze in die Florastraße über. | Straße 8                                      |
| Straße 9 (Lage)               | 0250                           | ursprünglicher Bebauungsplan                                                       | nach 1928             | Die Straße 9 befindet sich im äußersten Nordosten der Siedlung Wartenberg und führt nordwestlich in einem Bogen vom Birkholzer Weg ab. Im Adressbuch ist die Straße 9 erstmals 1943 ausgewiesen. Und es gab entlang dieses Verkehrswegs keine Bebauung. | Straße 9                                      |
| Straße 10 (Lage)              | 0300                           | ursprünglicher Bebauungsplan                                                       | nach 1928             | Im Adressbuch sind Straßen 10 und 11 bis 1943 nicht ausgewiesen. Die Straße 10 führt von der Lindenberger Straße aus nach Westen und endet nach wenigen hundert Metern. Die Straße diente vor allem als Zufahrt zur LPG ‚1. Mai‘. | Straße 10                                     |
| Straße 11 (Lage)              | 0360                           | ursprünglicher Bebauungsplan                                                       | nach 1928             | Im Adressbuch sind Straßen 10 und 11 bis 1943 nicht ausgewiesen. Die Straße 11 führt in einem Bogen von der Lindenberger Straße aus zur Straße 11. | Straße 11                                     |
| Wartenberger Weg (Lage)       | 0160 (im Ortsteil)             | Wartenberg, Richtung aus Wartenberg nach Malchow                                   | überliefert (um 1300) | Der Wartenberger Weg ist Teil der historischen Verbindung zwischen Wartenberg und Malchow. Er führt von der Malchower Dorfstraße zur Egon-Erwin-Kisch-Straße und geht dort in die Ernst-Barlach-Straße über. Nach der Neugründung des Ortsteils Neu-Hohenschönhausen 2002 verblieb nur ein kurzer Abschnitt der Straße im Ortsteil Wartenberg. | Wartenberger Weg                              |
| Zum Wartenberger Anger (Lage) |                                | Anger                                                                              | 6. Apr. 2021          | Der Wartenberger Anger ist eine Privatstraße südlich des Dorfteichs. |                                               |

## Ehemalige Straßen
- Klarashöh: Querstraße der Friedrichstraße[7]
- Elsastraße: mit 81 Parzellen von der Birkholzer Straße abgehend bis zum Ackerland; 
Dieser Straßenname ist erstmals im Adressbuch 1936 ausgewiesen. Weil jedoch schon eine vollständige Bebauung erfolgt ist, wird der Verkehrsweg eher zu Anfang der 1930er Jahre entstanden sein.[7]
- Feldweg: eine Querstraße der Straße 4[4]
- Friedrichstraße: mit 85 Parzellen zwischen der Birkholzer Straße und Klarashöh verlaufend[7]
- Fritz-Große-Straße: ehrte den kommunistischen Politiker Fritz Große. 
Der Name bestand zwischen 1985 und 1992 für die Ernst-Barlach-Straße.
- Gutsweg: eine Querstraße der Dorfstraße[1]
- Richardstraße: von der Birkholzer Straße abgehend bis zu Kolonie Klarashöh[7]
- Weg nach Blankenburg: eine Querstraße der Dorfstraße[8]
- Weißenseer Chaussee: eine Querstraße der Dorfstraße[8]

## Kleingartenanlage
- ,Falkenhöhe Nord’ (Birkholzer Weg 112)
Am 1. Juli 1988 wurde diese Anlage im Zusammenhang mit der Errichtung von neuen Wohnhäusern gegründet. Der Magistrat von Berlin hatte für Interessenten ehemalige Ackerflächen parzelliert und diese für Interessenten zur Verfügung gestellt. Die Vergabe der 3331 Parzellen erfolgte über mehrere Volkseigene Betriebe sowie den Verband der Kleingärtner, Siedler und Kleintierzüchter. Die Pächter mussten sich an der Erschließung beteiligen, also Arbeitsleistungen für die Anlage von Wegen, Wasserleitungen, Stromanschlüssen erbringen. Die genehmigungspflichtigen Gartenlauben wurde 1990/1991 aufgebaut. Die ersten Pächter wurden inzwischen durch jüngere Interessenten abgelöst, es gibt sogar eine Warteliste mit rund 40 Personen. Der entsprechende Kleingartenverein hat im Jahr 1997 auch einen Gartenlauf ins Leben gerufen, der sich zunehmender Beliebtheit erfreut. - Auf einer Festwiese wird der Jahrestag der Gründung bei einem kleinen Kulturprogramm und geselligem Beisammensein gefeiert.[11]